# Ionikos
Ionikos Nikaias (Grieks: ΠΑΕ Ιωνικός Νίκαιας) is een Griekse voetbalclub uit Nikaia, een voorstad van Piraeus. De club werd in 1965 opgericht na een fusie tussen Nikea Sport Union en Aris Piraeus.
In 1989 promoveerde de club voor het eerst naar de hoogste klasse en degradeerde terug na twee seizoenen. Ionikos keerde eenmalig terug voor 1992/93 en kon dan opnieuw na één seizoen tweede klasse terugkeren en dit keer redde de club zich net van degradatie. Het tweede seizoen eindigde dit keer niet slecht maar werd afgerond met een achtste plaats. Twee jaar later werd zelfs de vijfde plaats gehaald. Die werd in 1999 opnieuw bereikt, Ionikos was nu een vaste waarde in de competitie en mocht deelnemen aan de Uefacup.
In seizoen 1999/00 werd een zesde plaats gehaald en de bekerfinale. De volgende seizoenen ging het telkens een beetje slechter. Seizoen 2006/07 werd desastreus en behaalde slechts negen punten, waarvan er ook nog eens vijf werden afgetrokken waardoor de club op de troosteloze laatste plaats eindigde. In het seizoen van 2022/23 degradeerde de club wederom naar het tweede niveau, nadat de club 2 seizoenen aanwezig was op het hoogste niveau. De club behaalde een 13e plaats in de Super League.

## Bekende (ex-)spelers
- Ildefons Lima
- Tomislav Pačovski

## Erelijst
- Beker van Griekenland

Finalist: 2000

## Ionikos in Europa
#R = #ronde, T/U = Thuis/Uit, W = Wedstrijd, PUC = punten UEFA coëfficiënten .
Uitslagen vanuit gezichtspunt Ionikos Nikaias PAE
| Seizoen | Competitie | Ronde | Land               | Club      | Totaalscore | 1e W    | 2e W    | PUC |
| ------- | ---------- | ----- | ------------------ | --------- | ----------- | ------- | ------- | --- |
| 1999/00 | UEFA Cup   | 1R    | Vlag van Frankrijk | FC Nantes | 1-4         | 1-3 (T) | 0-1 (U) | 0.0 |

Groep Nord:
AEK Athene B ·
AE Larissa ·
Aiolikos FC ·
Almopos Aridea FC ·
Anagennisi Karditsa FC ·
Apollon Pontou ·
Iraklis FC ·
Kampaniakos FC ·
Kozani FC ·
Makedonikos ·
Niki Volos ·
PAOK Saloniki B ·
Tilikratis FC 

Groep Zuid:
Apollon Smyrnis ·
Chania FC ·
Diagoras Rodos ·
Egaleo FC ·
Ionikos ·
GS Ilioupolis ·
Kalamata FC ·
GS Kallithea ·
Levadiakos ·
OF Ierapetra FC ·
Olympiakos Piraeus B ·
Panachaiki GE ·
Panathinaikos B